# Agatha de Hohenlohe-Schillingsfürst

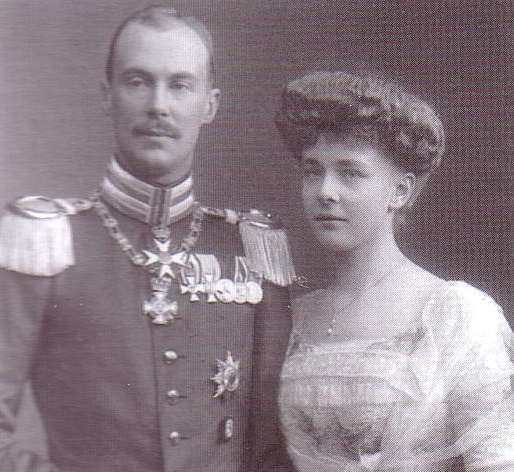
Agatha și soțul ei, Prințul Friedrich Wilhelm al Prusiei

Prințesa Agatha de Hohenlohe-Schillingsfürst (24 iulie 1888 – 12 decembrie 1960) a fost nobilă germană. Ea a fost fiica ducelui Victor al II-lea de Ratibor și a soției acestuia, contesa Maria Breunner-Enkevoirth.

## Copii
În 1910 ea s-a căsătorit cu Prințul Friedrich Wilhelm al Prusiei. Ei au avut patru fiice:
- Prințesa Marie Therese a Prusiei (2 mai 1911 – 2005), căsătorită în 1932 cu  Aloys Rudolph Hug, a avut copii.
- Prințesa Luise Henriette a Prusiei (21 iulie 1912 – 12 octombrie 1973), căsătorită în 1936 cu Wilhelm Schmalz, a avut copii.
- Prințesa  Marianne a Prusiei  (23 august 1913 – 1 martie 1983), căsătorită în 1933 cu Prințul Wilhelm de Hesse-Philippsthal-Barchfeld, a avut copii.
- Prințesa Elisabeth a Prusiei (9 februarie 1919 – 24 august 1961), căsătorită în 1948 cu Heinz Mees, nu a avut copii.